# Hamaszaki Ajumi
Hamaszaki Ajumi (浜崎あゆみ, nyugaton Ayumi Hamasaki) (Fukuoka, 1978. október 2. –) japán énekesnő. 1998-as debütálása óta több mint 50 millió albumot adott el, 17 stúdióalbumával, 54 kislemezével, 6 minialbumával és 11 válogatásalbumával ő Japán zenei történetének legtöbb albumot eladott szóló énekesnője és a negyedik legtöbb lemezt eladott előadó. 39. kislemeze, a Startin' / Born to be… után ő lett az első és máig egyetlen énekesnő, akinek 27 kislemeze első helyen, 38 kislemeze pedig az első tíz hely valamelyikén végzett a japán Oricon toplistán.
40. eladott kislemeze, a Blue Bird után túllépte a 20 milliós eladási határt, eddig az egyetlen női szóló előadóként.

## Életrajz

### Debütálása előtti időszak
Bár Ajumi az édesanyjával élt, hivatalosan a nagyanyja nevelte. Édesapjáról csupán halvány emlékei vannak, mivel a férfi elvált a feleségétől, és elhagyta a családot, amikor Ajumi hároméves volt, és azóta nem látta őt. Liberális felfogású háztartásban élt, ahol saját magának kellett kitapasztalnia, mi helyes és mi nem, mivel édesanyja sokat dolgozott, hogy fenntartsa a családot.
Fiatalon kezdte modellkarrierjét egy helyi cégnél. Nem szeretett iskolába járni, mivel sok összeütközése volt a tanárokkal. Szerette a kémiát, mivel könnyűnek találta, de később leadta ezt a tantárgyat, mert úgy gondolta, később nem lesz rá szüksége a megélhetéséhez.
Otthonából, Fukuokából gyakran utazott Tokióba modellkedni, és ott tartózkodásai alatt sok barátot szerzett a munkájának köszönhetően. Az alsó középiskola elvégzése után Tokióban szeretett volna továbbtanulni, így barátaival együtt jelentkezett a Horikisi Gakuen művészeti iskolába, de nagy meglepetésre ő volt az egyetlen, aki nem ment át a felvételi vizsgákon.
Később kilépett korábbi modellügynökségétől, a SOS-től, amely fiatal modellekre specializálódott, mivel a SOS főnöke túl alacsonynak találta őt.
Kurumi Hamazaki néven alacsony költségvetésű sorozatokban (például Miseinen) és filmekben (például Sumomo mo momo) szerepelt, de ezek nem voltak túl sikeresek. Saját elmondása szerint borzalmasnak találta ezt az időszakot. Zavarban volt, amikor a tévében híres személyekkel kellett együtt dolgoznia, és nem tudta megérteni a szakmában dolgozó lányokat sem, akik gyakran önzőek voltak. Hogy elfelejtse ezeket a rossz emlékeket, barátaival gyakran járt vásárolgatni és táncolni Sibuja klubjaiba.
Végül úgy döntött, ott hagyja a szórakoztatóipart, mert sok képét nem használták fel a fényképezések után, illetve a tévében forgatott anyagaiból sem mind került bemutatásra. Ezzel egy időben kilépett a középiskolából is, mert nem akarta többet látni társait és a tanárait, ezen kívül úgy érezte, kilóg a többiek közül feltűnő megjelenésével.
Miután Ajumi szakított eddigi életével, édesanyja Tokióba jött, mert új munkát talált magának, és a fiatal Ajumi úgy döntött, hozzá költözik. Ezek után újra nyugodtabb évek következtek az életében.

## Karrier

### 1995:Nothing from Nothing-korszak
Ajumi első zenei tapasztalatait a rap műfajában szerezte meg. 1995. december 1-jén jelent meg első albuma, a Nothing from Nothing, melyet Dohzi-T-vel és DJ Bass-szel közösen készített el. A lemezt azonban egyáltalán nem reklámozták, így miután elbukott az Oricon toplistán, a Nippon Columbia felhagyott a projekttel.
Ajumi a Velfarre diszkóban találkozott majdani producerével, Maszato Macúrával, aki az Avex zenei cég tulajdonosa volt. Mivel azonban korábban még sosem látta a férfit, tévedésből egy másik embert üdvözölt, amikor bemutatták neki. Később újra találkozott Macúrával, aki megkérte Ajumit, hogy énekeljen neki. A lány hangja lenyűgözte őt, és felajánlotta számára a zenei karriert. Ajumi azonban nem érezte magát elég magabiztosnak, és határozottan nemet mondott az ajánlatra.
Ezek után megszakadt a kapcsolat közte és Macúra között. A férfi többször is hagyott neki üzenetet az üzenetrögzítőjén, de Ajumi egyszer sem hívta őt vissza. Macúra később újra felhívta a lányt az Avex nevében, aki ekkorra már kezdett érdeklődni a zenei karrier iránt, de amikor meghallotta, hogy hangtréningre és énekleckékre kéne járnia, újra nemet mondott. Egy héttel később azonban meggondolta magát, és saját maga ment el az Avex irodájába.
Ajuminak a megállapodás szerint Tokióban kellett volna énekleckéket vennie, de túl merevnek találta őket, és nem vett részt rajtuk. Amikor Macúra tudomást szerzett erről, New Yorkba küldte a lányt, aki sokkal kellemesebbnek találta az ottani környezetet. Macúra arra biztatta, saját maga írja meg a dalszövegeit, mivel érdekesnek találta Ajumi stílusát.

### 1999:A Song for XX- ésLOVEppears-korszak
Ajumit soha nem tanították hivatalosan dalszövegírásra, mégis képes volt érzelmeit kifejezni dalszövegeiben. Producere, Maszato Macúra szerint szokatlan volt egy ilyen fiatal előadótól, hogy képes legyen ennyire tiszta és érett stílusban írni. Ajumi írói tehetségét gyakran hasonlították össze Utada Hikaruéval, bár stílusuk teljesen eltér egymástól.
1998-ban megjelent Ajumi debütáló kislemeze, a Poker Face. A nagymamája nem sokkal a megjelenés előtt halt meg, ennek köszönhető, hogy Ayumi azóta sem kedveli a dalt. A kislemez az Oricon toplista 22. helyén nyitott, és 43 000 példányban kelt el. 3. kislemeze, a Trust már bekerült a legjobb 10-be is. 5. kislemeze, a Depend on you a Thousand Arms videójáték főcímdala lett. Debütáló albuma, A Song for XX 1999. január 1-jén jelent meg, és öt hétig vezette az Oricon toplistát. Hamarosan platinalemezzé vált.
Első #1 kislemeze az 1999-ben megjelent, Tsunku által kiadott Love ~Destiny~ volt. 9. kislemeze, a Boys & Girls óta lemezeinek átmérője 8 cm-ről 12 cm-re változott az aktuális trendnek megfelelően, így több számot tudtak tárolni. Kislemezei azóta több remix-számot is tartalmaznak. A Boys & Girls már több mint egymillió példányban kelt el.
10. kislemeze, az A máig a legsikeresebb kislemeze, 1 600 000 eladott darabbal. Ezzel az Oricon az elmúlt 10 év 6. legnagyobb példányszámban elkelt kislemezévé nyilvánította. Egy éven belül, 1999 novemberében megjelentette második albumát, mely a LOVEppears címet kapta. A lemez kétmillió példányban kelt el. Vita támadt azonban az album borítója miatt, ahol Ajumi félmeztelenül áll, és csupán haja takarja felsőtestét. Több kislemezt jelentetett meg az albumról, ezek az Appears, Kanariya, illetve a Fly high címet viselték. Népszerű dal volt még ezen kívül a 'Trauma'.

### 2000:Duty-korszak
2000-ben a Kosé japán kozmetikai vállalat reklámarca lett. Miután feltűnt egy rúzsreklámban, két nap alatt 500 000 rúzst adtak el. A reklám háttérzenéjeként Vogue című kislemezének címadó dalát használták fel, melynek hatására a korongból 700 000 példányt adtak el. A Tu-Ka céghez is leszerződött, és ő reklámozta a mobiltelefonjaikat. Ekkorra már nagyon népszerűvé vált, több cikk is íródott sikeres életéről.
2000 áprilisától kezdve havonta megjelentetett egy-egy kislemezt, melyek a Vogue, Far Away, illetve a Seasons címeket viselték, együttes nevük 'A Trilógia' volt, mivel a dalszövegek témája és a videóklipek hangulata szoros kapcsolatban álltak egymással. Szeptemberben megjelent harmadik albuma, a Duty, rögtön az Oricon toplista első helyén nyitott, és 3 000 000 példányban kelt el, így azóta is ez a legsikeresebb albuma. Ugyanezen a napon jelent meg limitált kiadású kislemeze, a Surreal és egy DVD-je, mely az 'Ayumi Hamasaki Concert Tour 2000' címet viselte. Mindkettő az első helyen nyitott, az albumhoz hasonlóan.

### 2001–2002:A Best- ésI am…-korszak
2000-ben megjelent kislemeze, az M 1 300 000 példányban kelt el. A következő évben adták ki első válogatásalbumát, mely az A Best címet kapta. Megjelenési dátumát azonban eltolták az eredetileg tervezetthez képest, hogy versenyezhessen Utada Hikaru Distance című albumával. Bár a Distance az első héten vezette az eladási listákat, a következő héten az A Best került az első helyre. A két lemezből 4 000 000 darabot adtak el, így ezek lettek 2001 két legnagyobb példányszámban elkelt albumai. Interjúk során kiderült azonban, hogy Ajumit valószínűleg kényszerítették arra, hogy megjelentesse az A Bestet, mivel ő még túl korainak találta egy válogatásalbum kiadását. A háttérben minden bizonnyal Utada Hikaruval folytatott versengése állhatott.
2001-ben megjelent eurobeat albuma a második olyan remix album lett, amely a toplista első helyén nyitott (Misia 'Little Tokyo'-ja után). Miután 4. albumának megjelenési dátumát eltolták, az Avex részvényeinek árfolyama csökkenni kezdett, ez hűen mutatja jelentőségét. Becslések szerint akkoriban az Avex teljes bevételének 40%-a tőle származott. Decemberben jelent meg Keiko Jamadával közös kislemeze az Avex nonprofit projektjének, a Song Nationnek keretein belül, melynek bevételét a 2001. szeptember 11-ei terrortámadás áldozatainak ajánlották fel.
2002 első napján jelent meg 4. albuma, amely az I am… címet viselte. A korong 2 300 000 példányban kelt el.

### 2002–2003:Rainbow- ésA Ballads-korszak
2002 márciusában megjelent kislemeze, a Daybreak változást hozott Ajumi korábbi kislemezeihez képest, hiszen nem a toplista első helyén nyitott, így megszakította egymást követő, a toplista első helyén végzett kislemezeinek sorát (a vezetést Kuraki Mai Feel fine! című kislemeze vette át). Júliusban megjelent H című kislemeze 5 millió példányban kelt el. Következő kislemeze, a Voyage tartalmazott egy kisfilmet is, mely a Tsuki ni Shizumu címet viselte. Ez Ajumi első filmes szereplése volt azóta, hogy kilépett korábbi modellcégétől. A Voyage három hétig vezette az Oricon toplistát.
Túlreklámozott, Rainbow címet viselő következő albuma 2002 decemberében jelent meg, mely A Song for XX című albuma óta az első olyan lemeze volt, mely nem érte el a kétmilliós eladási példányszámot. Ekkor kezdtek megjelenni dalszövegeiben az első angol nyelvű mondatok is. Az albumot azzal reklámozták, hogy a vevők egy egyedi jelszóval védett internetes oldalra is bejuthatnak, ahol letölthetik többek között a Rainbow című dal instrumentális változatát is, amely az albumon nem szerepelt. Emellett beküldhetik saját dalszöveg-javaslataikat a számhoz. Több mint százezer ember látogatta meg az oldalt. A dal később mégis helyet kapott A Ballads című albumán, mely 2003 márciusában jelent meg. Bár ezt is sok helyen reklámozták, a korong csak lassan érte el az egymilliós eladási határt. Ez többek között annak volt köszönhető, hogy az albumon csupán két új szám volt, a többi dal korábbi lemezein már szerepelt.

### 2003–2004:Memorial Adress- ésMy Story-korszak
Júliusban megjelent kislemeze, az & volt az utolsó, melynek sikerült túllépnie a félmilliós eladási határt. Következő kislemeze, a Forgiveness folytatta ugyan #1 kislemezeinek sorát, de csupán 220 000 példányban kelt el. Ezek után megjelentette első minialbumát, mely a Memorial Adress címet kapta. A lemezen csupán három új szám volt, viszont a címadó dal kivételével mindegyikhez forgattak videóklipet. Ez volt az első albuma, mely CD+DVD változatban is megjelent. Ezen kívül ő lett az első olyan női szóló előadó, akinek minialbuma túllépte az egymilliós eladási határt.
2004 tavaszán megjelent kislemeze, a Moments szintén kapható volt CD, illetve CD+DVD változatban is. A dalt felhasználták utolsó Kosé reklámjában, mielőtt szerződése felbomlott volna a kozmetikai céggel. Júliusban belső viszály tört ki lemezkiadó cégénél, az Avexnél, Maszato Macúra és az egyik igazgató, Joda között. Több pletyka is keringett akkoriban, miszerint ha Macúra elhagyja a céget, több híres Avexes előadó, mint például Hitomi, az Every Little Thing, Do As Infinity, illetve Ayumi is vele tartana. Joda végül felmondott és kilépett a cégtől. Ezzel egy időben Ajumi bejelentette, hogy többé nem vesz részt a főbb zenei díjátadókon, mert úgy érezte, minden évben ugyanazokat a díjakat kapja meg, és szeretne esélyt adni az újabb előadóknak is.
2004-ben jelentette meg hatodik albumát, a My Storyt, amely 1 140 000 eladott példányszámmal a 2005-ös év második legkeresettebb lemezévé vált.

### 2005–2006:(miss)understood-korszak
Ajumi 35. kislemeze, a Step you/is this LOVE? 2005 áprilisában jelent meg. A 'STEP you' a Panasonic TV-reklámjának háttérzenéje lett, míg az 'is this LOVE?' a Morinaga csokoládéé. A kislemez két hétig vezette a heti eladási listákat, ezen kívül a napi és a havi toplistán is az első helyet foglalta el. 345 000 példányban kelt el.
36. kislemeze, a fairyland 2005. augusztus 3-án debütált, és rögtön az eladási listák élére állt. A kislemez másik fő dala az 'Alterna' címet kapta. Ez volt első kislemeze, melynek CD illetve CD+DVD változata különböző borítót kapott.
2005. szeptember 14-én megjelent kislemezét, a Heavent a 'Shinobi: Heart Under Blade' című film főcímdalaként használták fel. Ez volt a 12. #1 kislemeze a 2002-ben megjelent Free & Easy óta.
Ajumi következő kislemeze, a Bold & Delicious/Pride 2005. november 30-án jelent meg. Korábbi dalaihoz képest ez egy teljesen új stílust képviselt, melyre érezhetően nagy hatással volt a német Sweetbox együttes. Ezzel a koronggal holtversenybe került Macuda Szeikóval, akinek szintén 25 #1 kislemeze volt.
7. albuma, a (miss)understood 2006. január 1-jén jelent meg, és 650,000 darabot adtak el belőle.

### 2006:Secret-korszak
39. kislemeze, a Startin' / Born to be… májusban jelent meg, és 116 000 eladott példánnyal az Oricon toplista élére ugrott, megdöntve ezzel Macuda Szeiko korábbi rekordját. A Startin' című dal egy PS2 játék, az 'Onimusha: Dawn of Dreams' főcímdala lett, záródalként a (miss)understood című albumán szereplő 'Rainy Day'-t használták fel, míg a 'Born to be' a japán televízió által sugárzott 2006-os téli olimpia nyitódalaként szolgált.
2006. március 11-én, Szaitamában kezdődött meg három hónapos koncertkörútja, az 'Ayumi Hamasaki Arena Tour 2006 ~(miss)understood~', mely Yoyogiban ért véget június 11-én, és 30 koncertjével ez volt legnagyobb turnéja. Az utolsó koncertet novemberben DVD-n is kiadták, mely a toplisták első helyén nyitott.
40. kislemeze, a Blue Bird június 21-én jelent meg. A címadó dal a Zespri Gold Kiwi ital reklámjában szerepelt, míg a másik fő szám, a 'Beautiful Fighters' a Panasonic D-snap és D-dock reklámjaiban. A korongra felkerült még ezen kívül a 'Blue Bird' remix változata, illetve egy korábbi albumán megjelentetett számának feldolgozása, mely a 'Ladies Night ~another night~' címet kapta (ez egy Panasonic Lumix reklám háttérzenéje lett). A lemezből öt nap alatt 160 572 darab kelt el.
Októbertől számos japán előadó, köztük Ayumi dalait is meg lehetett vásárolni az iTunes Store amerikai online boltjában.
8. albuma, a Secret 2006 novemberében jelent meg, de eredetileg ez is csupán egy minialbum lett volna hét számmal. Nagy várakozás előzte meg 'Jewel' című klipjét, melyben több mint 100 millió yen (= kb. 148,26 millió forint) értékű gyémántok, ékszerek és Swarovski kristályok is megjelennek. Ez a videó egyike a világ valaha készített legdrágább klipjeinek. Az albumból első héten 386 280 darabot adtak el, de nem csak Japánban vezette a toplistákat, hanem Szingapúrban, Tajvanban, Kínában és Hong Kongban is.
December 8-án a CNN International műsorra tűzött egy 30 perces exkluzív interjút Ajumival a Talk Asia műsor keretében, melyben rajta kívül BoA és Hirai Ken is szerepelt, mint a modern japán szórakoztatóipar fő képviselői. Ayumi beszélt eddigi sikereiről, az életéről és jövőbeli terveiről, illetve nyilvánosságra hozta közeledő ázsiai turnéját, mely során koncertezni fog Tajvanban, Szingapúrban illetve Hong Kongban is.

### 2007:A Best 2-ésTour of Secret-korszak
2007. február 27-én jelent meg két válogatásalbuma, melyek az A Best -Black- és az A Best -White- címeket viselik. Mindkettő kapható sima CD, illetve 1 CD + 2 DVD változatban is. Az 'A Best -Black-'-en szomorú, sötét számok kaptak helyet, ennek megfelelően az album borítója fekete. Korábbi kislemezeinek slágerei mellett tartalmaz egy új dalt is, melynek neve 'part of Me', ezt egy Panasonic-reklámban használták fel. A DVD-n a számok videóklipje illetve a 'Best of Countdown Live 2006–2007'-n előadott változatuk szerepel. A fehér borítójú 'A Best -White-' ezzel ellentétben vidám, pörgős számokat tartalmaz, a DVD-n pedig ezek élő változata és a videóklipek találhatóak.
A Black verzió megjelenésének napján az első helyen nyitott, míg a White a második helyet szerezte meg, de a következő napon ez a sorrend felcserélődött. A két lemezből összesen 170 000 példányt adtak el a megjelenés napján, egy hét alatt pedig ez a szám 950 000-re nőtt. Ajumi ezzel az első olyan szóló énekesnő, aki egyszerre birtokolhatta a toplista első két helyét.
Az Oricon szerint ezen kívül Ajumi a negyedik legtöbb lemezt eladott japán előadó, és az egyetlen olyan női szóló előadó, akinek éves eladási átlaga meghaladja az 5 milliót.
Március 10-e óta, a Tour of Secret első koncertjének napjától Ajumi weboldala angol és kínai nyelven is elérhető a rajongók számára.
A júniusban véget ért Tour of Secret volt az első olyan koncertturnéja, melynek Japánon kívüli állomásai is voltak. Tajvanban kevesebb mint két óra alatt fogytak el a jegyek, Hong Kongban három, míg Kínában hat óra alatt. Ezekben az országokban régebbi dalait adta elő, míg a turné japán állomásain inkább 'Secret' című albumát népszerűsítette.
Április elején felröppent a hír, hogy Ajumi és barátja, a TOKIO együttes tagja, Nagasze Tomoja októberben összeházasodnak. Több mint hat éve párkapcsolatban élnek egymással, és beismerték ugyan, hogy a hír igaz, de az esküvőt sűrű programjuk miatt valószínűleg csak decemberben tartják meg. 2007 nyarán azonban szakítottak.

### 2007: Új kislemez
Május 16-án bejelentették, hogy Ajumi új dala, a 'glitter' a 'Zespri Gold Kiwi' nevű üdítőital reklámjának háttérzenéje lesz. A július 18-án megjelenő új kislemez a glitter/fated címet kapja. A 'glitter' egy vidám, pörgős szám lesz, míg a 'fated' egy közepes tempójú rockballada, és a Kör 2 rendezőjének új filmjében, a Kaidan-ban is fog szerepelni. A kislemez ezen kívül tartalmazni fogja a 'Secret' című dalt is.
Május 30-án bejelentették, hogy Ajumi Hong Kongba fog utazni, hogy forgasson egy rövidfilmet a hamarosan megjelenő kislemezhez. A rendező eredetileg Andrew Lau lett volna, de ő sürgős amerikai teendői miatt lemondta az ajánlatot. A főszerepet Shawn Yue színészre osztották.

### Süketség
Japán legnépszerűbb popénekesnője, Hamaszaki Ajumi nyilvánosságra hozta, hogy az egyik fülére teljesen megsüketült. Ennek ellenére folytatja karrierjét, sőt megtartja 2008 áprilisában kezdődő ázsiai nagy turnéját is – adta hírül 2008 elején az AFP francia hírügynökség.
Egy tavalyi orvosi vizsgálat óta tudja, hogy bal fülére egyáltalán nem hall – fedte fel blogjában. Feltételezések szerint "Ayu" – ahogy Ázsiában ismerik – tinnitusban szenved. A tinnitus állandó fülcsengéssel jár, amely idővel elnyomja a külvilág hangjait. Az énekesnő azt is leírja internetes naplójában, hogy a füle operálhatatlan. Hamaszaki azt írta egy rajongóinak fenntartott weboldalon, hogy folytatja az éneklést, amíg csak a jobb füle állapota engedi. 2008. április 5-én kezdi ázsiai turnéját, ezzel ünnepli, hogy éppen 10 éve kezdte el énekesi pályafutását.
9 évvel később, 2017. május 20-án pedig arról írt, hogy a másik fülére is jelentősen romlott a hallása, és teljesen meg fog süketülni.